# 徐養元
徐養元，字長善，號所菴，北直隸唐山人（今河北省隆堯縣），明末清初政治人物。

## 生平
崇禎十二年（1639年）舉己卯科順天府鄉試第九十三名，崇祯十六年（1642年），登癸未科二甲六十七名进士，吏部觀政，授兵部主事，次年任山東濟南道佥事。清顺治二年（1645年），升任陕西按察使司佥事、兵备道。順治三年（1646年）陞湖北提學道。

## 家族
曾祖徐天民。祖父徐可久，無極教諭。父徐佩玉，生员，